# James Ivory (mathématicien)
Pour les articles homonymes, voir James Ivory (homonymie) et Ivory (homonymie).
James Ivory (17 février 1765-21 septembre 1842) est un mathématicien écossais.

## Biographie
Il naît à Dundee. En 1779 il entre à l'université de St Andrews où il étudie la théologie mais après deux séances, une à St Andrews, l'autre à Édimbourg il abandonne l'idée d'entrer dans l'Église d'Écosse. En 1786 il devient professeur assistant de mathématiques et de philosophie naturelle dans un établissement académique nouvellement établi à Dundee. Trois ans plus tard il devient partenaire dans une filature de lin à Douglastown dans le Forfarshire, il gagne peu d'argent et 14 ans après il fait faillite. Durant cette période il continue à travailler les mathématiques durant son temps libre, il connaît bien la géométrie ancienne et moderne et s'initie aux travaux des mathématiques analytiques du continent européen, il étudie Lagrange et Laplace.
Son premier mémoire, traitant avec les expressions analytiques pour corriger les ellipses, est publié par la Royal Society of Edinburgh en 1796. Ce papier et les suivants, sur les équations cubiques puis sur le problème de Kepler, montre qu'il a une grande facilité dans le maniement des formules algébriques. En 1804 après la fermeture de la filature il obtient une chaire de mathématiques au Royal Military College  de Marlow (déplacé plus tard à Sandhurst) en partie grâce au soutien très actif de John Playfair.
À cette époque, il est déprimé et veut démissionner en 1815, en 1817 il finit par le faire et passe le reste de sa vie dans un isolement volontaire à Londres. Son état lui fait penser qu'il a des ennemis secrets et il se querelle avec de nombreux scientifiques britanniques. Il ne rejoint jamais la Royal Astronomical Society car il pense que ses membres travaillent systématiquement contre lui.
Durant cette période il publie dans les Philosophical Transactions de la Royal Society plusieurs mémoires importants, qui lui valent la médaille Copley en 1815. On the attractions of homogeneous ellipsoide (1809) contient ce que l'on nomme de nos jours le théorème d'Ivory. Ses papiers suivants concernent la réfraction en astronomie, la perturbation des orbites planétaires, l'hydrostatique etc. Ses mémoires publiés en 1823 et en 1838 sur la réfraction lui amènent deux médailles royales, une en 1826 et l'autre en 1839.
Ivory est en correspondance avec les principaux scientifiques de son époque, dans son propre pays, avec les membres de la Royal Society of Edinburgh, la Royal Irish Academy, etc. mais aussi en dehors, il est membre correspondant des Académies des sciences de Paris, de Berlin et de Göttingen. Il écrit plusieurs articles important dans l'Encyclopædia Britannica.
En 1831, sur la recommandation de Lord Brougham, Guillaume IV lui alloue une pension de 300 £ par an et le titre de chevalier. Il meurt à Londres.